# Mario Anni
Mario Anni, né le 22 octobre 1943 à Brescia (Lombardie), est un coureur cycliste italien, professionnel de 1966 à 1973.

## Palmarès

### Palmarès amateur
- 1964
  - Gran Premio Industria e Commercio Artigianato Carnaghese
  - Grand Prix de Camaiore
- 1965
  - Trophée Amedeo Guizzi
  - 5e étape du Tour de l'Avenir
  - 3e du Gran Premio Pretola

### Palmarès professionnel
- 1968
  - 4ea étape du Tour de Luxembourg
  - 2e du Tour du Tessin
- 1969
  - 6e du Grand Prix de Francfort

## Résultats sur les grands tours

### Tour de France
3 participations
- 1969 : 69e
- 1970 : 55e
- 1971 : abandon (9e étape)

### Tour d'Italie
7 participations
- 1966 : 76e
- 1967 : 52e
- 1968 : 69e
- 1969 : 18e
- 1971 : abandon (4e étape)
- 1972 : 56e
- 1973 : abandon (13e étape)